# Stanisław Człapa

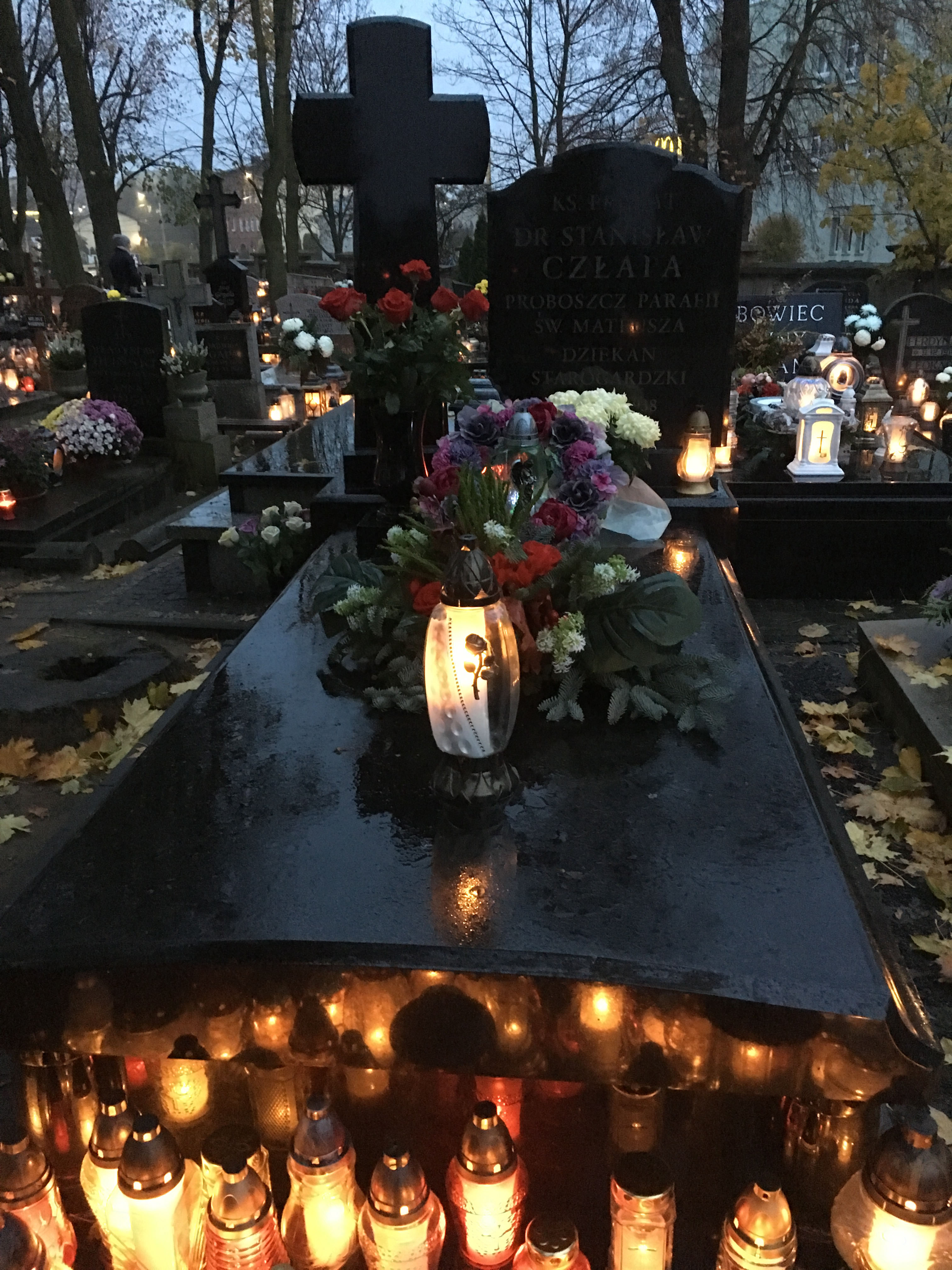
Grób ks. Stanisława Człapy na Starym Cmentarzu w Starogardzie Gdańskim

Stanisław Człapa (ur. 23 maja 1938 w Borkach, zm. 10 października 2013 w Toruniu) – polski duchowny rzymskokatolicki, prałat, profesor liturgiki Wyższego Seminarium Duchownego w Pelplinie, Kanonik Honorowy Kapituły Katedralnej Pelplińskiej, dziekan żukowski w latach 1982-1988, dziekan starogardzki od 1991 do kwietnia 2013 roku.

## Życiorys
Urodził się 23 maja 1938 w Borkach jako syn Stanisława (ogrodnika) i Marii z domu Śmiglewskiej. W 1956 ukończył gimnazjum biskupie Collegium Marianum, maturę uzyskał eksternistycznie w Gdańsku w 1957, już jesienią 1956 podejmując naukę w pelplińskim seminarium. 17 grudnia 1961 w katedrze Wniebowzięcia NMP w Pelplinie przyjął święcenia kapłańskie, prymicję odbył w rodzinnej parafii Czarże.
Od stycznia do lipca 1962 był wikariuszem parafii śś. Piotra i Pawła w Pogódkach, następnie od lipca 1962 do czerwca 1966 wikariuszem parafii św. Wojciecha w Starogardzie Gdańskim. W latach 1966–1969 odbył studia na Wydziale Teologicznym Katolickiego Uniwersytetu Lubelskiego, uzyskując magisterium (1968) i licencjat (1969) z teologii. Temat pracy licencjackiej Ks. Kazimierz Bieszk jako liturgista rozwinął potem w publikacjach w "Studiach Pelplińskich" (1978) i "Studiach z dziejów liturgii w Polsce" (1982). Po ukończeniu studiów w Lublinie pracował w parafii Wniebowzięcia Najświętszej Maryi Panny i bł. Stefana Frelichowskiego w Toruniu, oczekując na zgodę na wyjazd do Rzymu na studia doktoranckie, które ostatecznie rozpoczął w 1971 w Papieskim Instytucie Liturgicznym Anselmianum i ukończył obroną rozprawy doktorskiej L'Orazione "Super oblata" nel suo sviluppo e teologico fino al. Concilio Vaticano II (1974, opublikowana w tymże roku pod zmienionym tytułem Struttura e contenuto teologico delle "Super oblata"). Po powrocie do Polski został wikariuszem parafii Podwyższenia Krzyża Świętego w Grudziądzu, którym był przez pół roku. 
W październiku 1975 roku został profesorem liturgiki i rytu liturgicznego Wyższego Seminarium Duchownego w Pelplinie. Wykładał do emerytury w 2013. W latach 1982–1988 był proboszczem parafii Wniebowzięcia NMP w Żukowie oraz dziekanem dekanatu Żukowo. W 1988 powrócił do pracy duszpasterskiej w Starogardzie, obejmując po śmierci ks. Konrada Baumgarta probostwo parafii św. Mateusza, a od lutego 1991 był też jednocześnie dziekanem dekanatu Starogard Gdański. 
W kurii pelplińskiej pełnił m.in. funkcje wizytatora diecezjalnego i przewodniczącego sekcji ds. kultu Rady Duszpasterskiej, był też dekanalnym wizytatorem nauki religii. Otrzymał godności kapelana honorowego (1987), prałata honorowego Jego Świątobliwości (1994), a w 2001 biskup pelpliński Jan Bernard Szlaga powołał go w skład kapituły katedralnej jako kanonika honorowego. Kilkakrotnie wyjeżdżał na światowe spotkania kapłanów – w 1997 do Jamusukro (Wybrzeże Kości Słoniowej), w 1998 do Meksyku, w 2000 do Rzymu.
Bibliografia jego publikacji liczy ponad 270 pozycji, z czego znacząca większość to teksty w zainicjowanym przez niego w 1994 miesięczniku "Biuletyn Parafii św. Mateusza w Starogardzie Gdańskim"; był asystentem kościelnym tego periodyku. Publikował również w "Collectanea Theologica", "Studiach Pelplińskich", "Miesięczniku Diecezji Pelplińskiej", "Pielgrzymie", "Orędowniku Diecezji Chełmińskiej". Opracował szereg tekstów do zbioru Wydziału Duszpasterskiego Kurii Biskupiej Chełmińskiej Program homiletyczny i materiały pomocnicze (Pelplin 1981/1982), a także Materiały pomocnicze dla liturgicznej formacji organistów (Żukowo 1987). Współpracował z redakcją Encyklopedii katolickiej KUL, dla której przygotował m.in. biogramy Kazimierza Bieszka, Charlesa Feltoe, Leonharda Fendta, Sebastiana Euringera oraz Mariusa Ferotina.
Pełnił także funkcję asystenta kościelnego dla Starogardzkiej Telewizji Kablowej. Od 1993 brał udział w pracach Komitetu Honorowego Obchodów 800-lecia Starogardu (1998) i w imieniu komitetu przekazywał zaproszenie na jubileusz prymasowi Polski i Konferencji Episkopatu (1997). W 2010 został wyróżniony nagrodą honorową prezydenta Starogardu "Wierzyczanka". W laudacji podkreślono jego zasługi dla prac renowacyjnych w farze starogardzkiej i zagospodarowania terenu parafialnego, zaangażowanie w ochronę zabytkowych cmentarzy w mieście, zainicjowanie wydawania wspomnianego miesięcznika parafialnego (wyróżnionego w konkursie Gdańskiego Oddziału Katolickiego Stowarzyszenia Dziennikarzy na najlepsze pismo parafialne) oraz kalendarza promującego zabytkowy kościół, a także udostępnienie wnętrza kościoła na koncerty organizowane przez samorząd. Dwukrotnie – w 1998 i 2001 – otrzymał medal "Za zasługi dla Starogardu Gdańskiego". Był też odznaczony Złotym Krzyżem Zasługi (2011).   
Dziekanem starogardzkim był do kwietnia 2013, proboszczem do sierpnia tegoż roku, obchodząc uroczyście w czerwcu 2013 jubileusz ćwierćwiecza pracy w parafii. Większość księgozbioru z zakresu liturgiki przekazał bibliotece seminaryjnej w Pelplinie. Po przejściu na emeryturę we wrześniu 2013 przeniósł się do Torunia, gdzie w krótkim czasie jego stan zdrowia uległ gwałtownemu pogorszeniu. Zmarł w Toruniu 10 października 2013. Uroczystości pogrzebowe odbyły się 14 października 2013 roku w kościele św. Mateusza w Starogardzie Gdańskim pod przewodnictwem biskupa pelplińskiego ks. Ryszarda Kasyny. Dziekan został pochowany na Starym Cmentarzu w Starogardzie Gdańskim.